# Kubrâwiyya

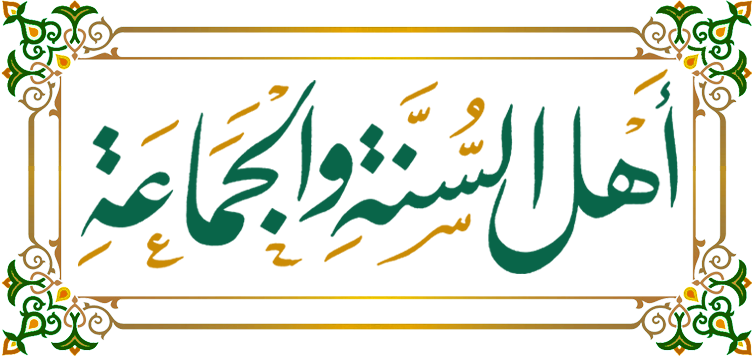
Typographie de l'expression Ahl As-sunnah Wa l-jamāʻah.

La confrérie Kubrâwiyya (arabe : کبرویة) est un ordre soufi ayant pris naissance à Khârazm, en Asie centrale, au XIIIe siècle. Elle doit son nom à son principal fondateur Najm al-Dîn Kubrâ, mort en 1221.

## Origine
L'ordre Kubrâwî est parfois considéré comme une branche de la Suharwardiyya,, fondée par Najîb Sohrawardî, et dont l'un des disciples, 'Ammâr Yâsir al-Badlîsî, fut le maître de Najm al-Dîn Kubrâ. Ce dernier, après avoir longtemps voyagé en Perse, dans la péninsule arabique et en Égypte, sur les conseils de son maître Ismâ'îl al-Qasrî, revient à Khârazm, sa terre natale, pour y fonder un couvent (Khanqah). Il y enseigne le soufisme auprès de nombreux disciples. 

## Développement

### La Kubrâwiyya
En raison de l'hostilité que subissent les soufis de la part du pouvoir politique au Khorassan, Najm al-Dîn Kubrâ pousse à l'exil certains de ses disciples. Ce fut le cas de Bahhâ'oddîn Walad, le père de Rûmî, qui s'installa définitivement à Konya et y répandit l'enseignement Kubrâwî,. Un peu plus tard, face à l'invasion mongole et la prise de Khârazm, Najm al-Dîn Râzî, autre disciple direct de Kubrâ, rejoignit également l'Asie Mineure où il fut en relation avec Sadroddîn Qonyawî et Jallâl al-Dîn Rûmî.
À Baghdâd, vers la fin du XIIIe siècle, après le passage peu concluant de Najm al-Dîn Râzî, la Kubrâwiyya s'établit véritablement grâce à Nuruddîn Isfarâyinî qui y demeura une quarantaine d'années. Il eut à cet endroit, selon Nûrbakhsh, une influence majeure sur le milieu politique.
L'ordre s'étendit ensuite vers l'Asie, notamment en Inde par le bais de Ahmad Kabîr Firdawsî, et au Cachemire par l'intermédiaire de 'Alî Hamadânî et  son fils.

### Ses ramifications
La Kubrâwiyya a donné naissance à plusieurs branches dont,,: 
- La Firdawsiyya qui s'implanta en Inde grâce à Ahmad Kabîr Firdawsî.
- La Nûriyya, qui remonte à Isfarâyinî.
- La Rukniyya fondée par Semnânî.
- La Hamadâniyya fondée par 'Alî Hamadânî au Cachemire.

Ces branches ne constituèrent pas un nouvel ordre et demeurèrent attachées à la Kubrâwiyya. Mais à la mort de 'Alî Hamadâni, une scission s'opéra et la confrérie se divisa en deux branches distinctes. La non-reconnaissance de la succession établie par Ishaq Khotallânî, disciple de Hamadânî, fut la raison de cette séparation. Il avait désigné Sayyed Mohammed Nûrbakhsh comme successeur, mais  'Abdollah Barzishâbâdî refusa de le reconnaître. Il y eut dès lors deux lignées :
- La Nûrbakhshiyya affiliée à Mohammed Nûrbakhsh.
- La Zahabiyya suivant 'Abdollah Barzishâbâdî.

### Le déclin
La confrérie joua un rôle majeur dans l'islamisation des turcs et des mongols, en particulier après la conversion du Khan Berke par le maître kubrâwî, Sayf al-Dîn Bâkharzî. Malgré son étendue, allant de la Turquie au Cachemire, en proie aux divisions, elle finit par s'éclipser presque entièrement à partir du XVe siècle devant l'influence grandissante de la confrérie Naqshbandiyya.

## Maîtres
On compte parmi les maîtres de l'ordre, tout d'abord des élèves immédiats de Kubrâ tels que : 
- Majd al-Dîn Baghdâdî (mort assassiné en 1219)
- Bahâ'oddîn Walad (père de Jallâl al-Dîn Rûmî et mort en 1230)
- Radî al-Dîn 'Alî Lâlâ (mort en 1244)
- Sa'doddîn Hamûyeh (disciple chi'ite mort en 1252)
- Jamâl al-Dîn al-Jilî (mort en 1258)
- Najm al-Dîn Dâyah Râzî (mort en 1256)
- Sayf al-Dîn Bâkharzî (mort en 1260)

Puis parmi les maîtres des générations suivantes on trouve, :
- Ahmad Jûrpânî (mort en 1270)
- 'Azîzoddîn Nasafî (mort en 1301, il fut élève de Sa'doddîn Hamûyeh)
- Nuruddîn Isfarâyinî (mort en 1317-1318)
- 'Alaoddawleh Semnânî (mort en 1336, il fut le disciple de Nuruddîn Isfarâyinî)
- Sayyed 'Alî Hamadânî (mort en 1385)
- Mohammed Nûrbakhsh (mort en 1464)